# 1964 en Grèce
Chronologie de la Grèce
- 1960
- 1961
- 1962
- 1963
- 1964
- 1965
- 1966
- 1967
- 1968

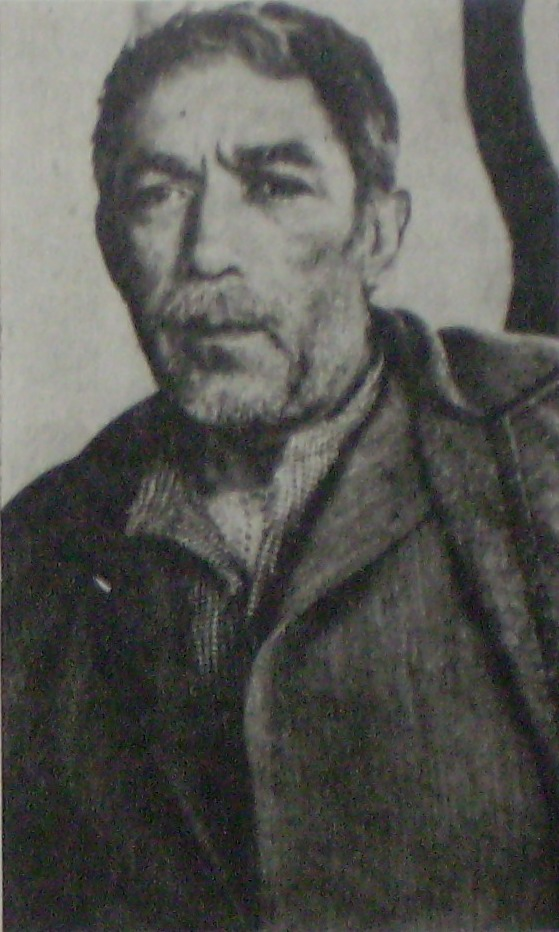
Sortie du film Zorba le Grec : Anthony Quinn dans le rôle d'Alexis Zorba.

Cette page concerne les évènements survenus en 1964 en Grèce  :

## Événements
- 16 février : Élections législatives.
- 18 février : Début du gouvernement Geórgios Papandréou III.
- 18 septembre : Mariage du roi Constantin II de Grèce et de la princesse Anne-Marie de Danemark.
- 21-24 septembre : Semaine du cinéma grec au Festival international du film de Thessalonique.

## Sortie de film
- Ça brûle
- Cri
- Doutes
- Famille nombreuse
- La Flambeuse
- Mademoiselle le directeur
- Mariage à la grecque
- Trahison
- Zorba le Grec

## Sport
- Coupe de Grèce de football (1963-1964) (en)
- Coupe de Grèce de football (1964-1965) (en)
- Championnat de Grèce de football 1963-1964
- Championnat de Grèce de football 1964-1965
- Création du Rallye de la mer Égée (en), régate internationale de voile.

Création club de sport
- AEL Larissa
- P.A.O. Koufalia F.C. (en)
- Panserraikos Football Club
- PAS Lamía 1964 Football Club
- Stylida F.C. (en)

## Création
- 79e Commandement supérieur de la Garde nationale (en).
- Organisation des marxistes-léninistes de Grèce (en)
- Université d'Ioannina
- Université de Patras

## Naissance
- Strátos Apostolákis, footballeur.
- Fófi Gennimatá, personnalité politique.
- Emmanouíl Kónsolas, personnalité politique.
- Vassílios Kotroniás, grand maître du jeu d'échecs.
- Vassílis Mazoménos, metteur en scène, producteur de cinéma et scénariste.
- Tatiána Papamóschou, actrice.
- Ioánnis Stéfos, personnalité politique.
- Tákis Theodorikákos, ministre.
- Áris Vovós, pilote de rallye automobile.
- Aristotélis Zervoúdis, plongeur.

## Décès
- Paul Ier de Grèce
- Adolfo Best Maugard, peintre, réalisateur et scénariste mexicain.
- Sophoklís Venizélos, personnalité politique.